# Jatta
Jatta (arabsky يطّا‎) je město na Západním břehu Jordánu v Hebronském guvernorátu. Je spravováno vládou Státu Palestina. Nachází se asi 8 km jižně od Hebronu. Nachází se v místě biblického města Júta. Bylo zde objeveno velké židovské pohřebiště z 2. století n. l. Eusebius zmiňuje Jattu jako velkou vesnici. Nejméně 7 Palestinců zde bylo zabito během druhé intifády. V roce 2012 izraelská armáda zabila jednoho Palestince a dva další zranila.